# Canton du Parcq
Le canton du Parcq est une ancienne division administrative française située dans le département du Pas-de-Calais et la région Nord-Pas-de-Calais.

## Géographie

Le Canton du Parcq dans l'arrondissement de Montreuil

Ce canton est organisé autour du Parcq dans l'arrondissement de Montreuil. Son altitude varie de 25 m (Grigny) à 142 m (Azincourt) pour une altitude moyenne de 72 m.

## Histoire
De 1833 à 1848, les cantons d'Auxy et du Parcq avaient le même conseiller général. Le nombre de conseillers généraux était limité à 30 par département.

## Représentation

### conseillers généraux de 1833 à 2015
| Période | Période      | Identité                   | Étiquette             | Qualité |
| ------- | ------------ | -------------------------- | --------------------- | --- |
| 1833    | 1839         | Louis Wallart              |                       | Maire d'Auxy-le-Château |
| 1839    | 1848         | René Piéron                | Opposition dynastique | Député (1834-1849) Magistrat Président du Conseil Général (1848)                                                                                   |
| 1848    | 1869 (décès) | Dominique Cappe            |                       | Cultivateur, maire de Maisoncelle (1839-1869), conseiller d'arrondissement                                                                         |
| 1871    | 1886         | Victor Cappe               | Droite                | Maire de Maisoncelle |
| 1886    | 1898         | Charles Carpentier         | Républicain           | Cultivateur à Noyelles-lès-Humières |
| 1898    | 1910         | Emile Tirmarche            | Républicain           | Cultivateur propriétaire, maire de Vacqueriette, conseiller d'arrondissement                                                                       |
| 1910    | 1940         | Gaston Dacquin (1878-1951) | RG                    | Notaire, juge de paix Maire de Le Parcq Nommé membre de la Commission administrative départementale en 1941 Nommé conseiller départemental en 1943 |
|         |              |                            |                       | |
| 1945    | 1967         | Alfred Coutet              | Rad.                  | Cultivateur Maire d'Auchy-lès-Hesdin, ancien conseiller d'arrondissement                                                                           |
| 1967    | 2004         | Joseph Morgant             | DVD puis UDF          | Pharmacien Maire d'Auchy-lès-Hesdin |
| 2004    | 2015         | Jean-Claude Darque         | DVD                   | Ancien directeur de l'Institut rural de Rollancourt Maire d'Auchy-lès-Hesdin depuis 2005                                                           |

### Conseillers d'arrondissement (de 1833 à 1940)
Le canton du Parcq appartenait à l'arrondissement de Saint-Pol jusqu'à sa disparition en 1926.
| Période | Période | Identité               | Étiquette   | Qualité |
| ------- | ------- | ---------------------- | ----------- | --- |
| 1833    | 1839    | Georges Grivel         |             | Manufacturier, maire d'Auchy-lès-Hesdin                                                                     |
| 1839    | 1848    | Dominique Cappe        |             | Propriétaire, maire de Maisoncelle                                                                          |
|         |         |                        |             | |
|         | 1898    | Émile-Joseph Tirmarche | Républicain | Cultivateur, maire de Vacqueriette                                                                          |
| 1898    | 1925    | Edouard Lejosne        | Républicain | Cultivateur à Wamin                                                                                         |
| 1925    | 1940    | Alfred Coutet          | FR          | Cultivateur, maire d'Auchy-lès-Hesdin                                                                       |
| 1940    |         |                        |             | Les conseils d'arrondissement ont été suspendus par la loi du 12 octobre 1940 et n'ont jamais été réactivés |

## Composition
Le canton du Parcq groupe 24 communes et compte 7 501 habitants (recensement de 1999 sans doubles comptes).
| Communes               | Population (2012) | Code postal | Code Insee |
| ---------------------- | ----------------- | ----------- | ---------- |
| Auchy-lès-Hesdin       | 1 759             | 62770       | 62050      |
| Azincourt              | 273               | 62310       | 62069      |
| Béalencourt            | 135               | 62770       | 62090      |
| Blangy-sur-Ternoise    | 756               | 62770       | 62138      |
| Blingel                | 117               | 62770       | 62142      |
| Éclimeux               | 162               | 62770       | 62282      |
| Fillièvres             | 499               | 62770       | 62335      |
| Fresnoy                | 67                | 62770       | 62357      |
| Galametz               | 157               | 62770       | 62365      |
| Grigny                 | 329               | 62140       | 62388      |
| Incourt                | 92                | 62770       | 62470      |
| Maisoncelle            | 106               | 62310       | 62541      |
| Neulette               | 32                | 62770       | 62605      |
| Noyelles-lès-Humières  | 56                | 62770       | 62625      |
| Le Parcq               | 702               | 62770       | 62647      |
| Le Quesnoy-en-Artois   | 332               | 62140       | 62677      |
| Rollancourt            | 301               | 62770       | 62719      |
| Saint-Georges          | 266               | 62770       | 62749      |
| Tramecourt             | 66                | 62310       | 62828      |
| Vacqueriette-Erquières | 247               | 62140       | 62834      |
| Vieil-Hesdin           | 364               | 62770       | 62850      |
| Wail                   | 265               | 62770       | 62868      |
| Wamin                  | 263               | 62770       | 62872      |
| Willeman               | 155               | 62770       | 62890      |

## Démographie
| 1962  | 1968  | 1975  | 1982  | 1990  | 1999  | 2006  | 2011  | 2012  |
| ----- | ----- | ----- | ----- | ----- | ----- | ----- | ----- | ----- |
| 8 073 | 8 003 | 7 820 | 7 784 | 7 487 | 7 501 | 7 632 | 7 720 | 7 658 |